# Velika jezera
Velika jezera (engleski: The Great Lakes) su skupina povezanih jezera na granici SAD-a i Kanade.

## Opis
Površinom su najveća skupina slatkovodnih jezera na svijetu, a sastoje se od međusobno povezanih jezera Superior, Michigan, Huron, Erie i Ontario. Ukupno Velika jezera sadrže 20% ukupne količne svjetskih zaliha pitke vode. Uz pet glavnih jezera nalaze se brojna manja jezera, rijeke i oko 35.000 otoka. 
Vodeni putevi koji povezuju jezera:
- jezera Michigan i Huron su hidrološki jedno jezero, na istoj nadmorskoj visini, povezani kanalom Mackinac.
- rijeka St. Marys povezuje jezero Superior i jezero Huron.
- rijeka Saint Clair (St. Clair) povezuje jezero Huron i jezero Saint Clair.
- rijeka Detroit povezuje jezero St. Clair i jezero Erie, a ujedno čini i granicu između SAD-a i Kanade
- rijeka Niagara, zajedno sa slapovima Niagara povezuje jezero Erie i jezero Ontario.
- rijeka St. Lawrence povezuje jezero Ontario i Atlantski ocean.

Velika jezera ne sastoje se samo od pet velikih jezera, već od brojnih manjih jezera i rijeka i otprilike 35.000 otoka.

### Batimetrija
|                  | Erie                                          | Huron                                                            | Michigan                                                                        | Ontario                                                                        | Superior                                                                                        |
| ---------------- | --------------------------------------------- | ---------------------------------------------------------------- | ------------------------------------------------------------------------------- | ------------------------------------------------------------------------------ | ----------------------------------------------------------------------------------------------- |
| Površina jezera  | 25.700 km2                                    | 59.600 km2                                                       | 58.000 km2                                                                      | 19.500 km2                                                                     | 82.400 km2                                                                                      |
| Volumen vode     | 480 km3                                       | 3.540 km3                                                        | 4.900 km3                                                                       | 1.640 km3                                                                      | 12.000 km3                                                                                      |
| Visina           | 174 m                                         | 176 m                                                            | 176 m                                                                           | 75 m                                                                           | 180 m                                                                                           |
| Prosječna dubina | 19 m                                          | 59 m                                                             | 85 m                                                                            | 86 m                                                                           | 147 m                                                                                           |
| Najveća dubina   | 64 m                                          | 230 m                                                            | 281 m                                                                           | 246 m                                                                          | 406 m                                                                                           |
| Veća naselja     | Buffalo, NY Cleveland, OH Erie, PA Toledo, OH | Sarnia, ON Owen Sound, ON Alpena, MI Port Huron, MI Bay City, MI | Chicago, IL Gary, IN Michigan City, IN Muskegon, MI Green Bay, WI Milwaukee, WI | Hamilton, ON Kingston, ON Oshawa, ON Rochester, NY Toronto, ON Mississauga, ON | Duluth, MN Sault Ste. Marie, ON Sault Ste. Marie, MI Thunder Bay, ON Marquette, MI Superior, WI |

|         |                                                                        |
| Notes:  | Područje svakog pravokutnika razmjerno je volumenu vode svakog jezera. |
| Source: | EPA                                                                    |

### Jezero Michigan-Huron
Jezera Michigan i Huron hidrološki su jedno jezero, za koje se ponekad koristi naziv Jezero Michigan-Huron; oba jezera imaju istu nadmorsku visinu od 176 m, te nisu povezana rijekom već prolazom Mackinac.

### Ostale površine vode
- Zaljev Georgian je veliki zaljev jezera Huron od kojega je odvojen poluotokom Bruce i otocima Manitoulin. U zaljevu se nalazi većina otoka Velikih jezera (oko 30.000)
- Mackinac prolaz povezuje jezero Michigan i jezero Huron.
- Welland kanal povezuje jezera Erie i Ontario, zaobilazeći rijeku Niagara koje nije plovna čitavim tijekom zbog Slapova Niagare.
- Jezero St. Clair je najmanje jezero u sustavu Velikih jezera, te se upravo zbog svoje velićine rijetko smatra jednim od Velikih jezera
- Nipigon jezero, sjeverno od jezera Superior, se često smatra šestim Veliki jezerom

### Povezanost s morima
Vodenim kanalom Saint Lawrence (Saint Lawrence Seaway) Velika jezera povezana su s Atlantskim oceanom (Zaljev St. Lawrence), te ovaj sustav služi za promet teretnih i putničkih brodove. Brodovi se vodenim putem kreću kroz sustav kanala i brana, a dio se prometa odvija i rijekama.  
Velika jezera povezana su s Meksičkim zaljevom rijekom Illinois (od grada Chicago), pa dalje rijekom Mississippi u zaljev, ili alternativno preko rijeke Illinois (od Chicaga), rijekom Mississippi, do ušća rijeke Ohio, uzvodno rijekom Ohio, dalje u rijeku Tennessee iz koje dalje vodenim putem engl. Tennessee-Tombigbee Waterway u zaljev Mobile.
Manji brodovi mogu i kanalom Erie i rijekom Hudson doploviti do New Yorka.

## Porijeklo imena
|                 | Jezero Erie | Jezero Huron                                                           | Jezero Michigan                                                                | Jezero Ontario                                                                                            | Jezero Superior |
| --------------- | --- | ---------------------------------------------------------------------- | ------------------------------------------------------------------------------ | --- | --- |
| Porijeklo imena | Erie; skraćena forma riječi Erielhonan iz porodice jezika Iroquoian, što znači “dugi rep” ("long tail"), a odnosi se na kuguara ili pumu | Francuski istraživači nazvali su stanovnike u području jezera, “Huron” | Najvjerojatnije iz jezika Ojibwa od riječi "mishigami" što znači “velika voda” | Wyandot (Huron) riječ "ontarío" znači “Jezero svjetlucave vode” (Ontara = lijep, Ontario = lijepo jezero) | Engleski prijevod francuskog pojma “lac supérieur” ("gornje jezero"), što se odnosi na položaj iznad jezera Huron, Ojibwe su ga nazivali "Gitchigumi" |